# Огарок, Валентин Иванович
Валентин Иванович Огарок (род. 6 июня 1936, поселок Первомайский ныне Покровского района Донецкой области) — советский государственный деятель, первый заместитель председателя Совета Министров Узбекской ССР. . Кандидат экономических наук, профессор Академии проблем безопасности, обороны и правопорядка.

## Биография
Родился в семье служащих.
В 1953—1958 годах — студент факультета механизации сельского хозяйства Мелитопольского института механизации сельского хозяйства Запорожской области, получил специальность инженера-механика.
В 1958—1962 годах — мастер завода «Ремонтный» города Мелитополя, технолог Мелитопольского завода «Автозапчасть».
С ноября 1962 по июнь 1963 года — ассистент кафедры «сопротивления материалов и детали машин» Мелитопольского института механизации сельского хозяйства Запорожской области.
С 1963 года — на руководящей хозяйственной работе. Член КПСС.
В 1971 году — первый секретарь Запорожского обкома ВЛКСМ.
29 октября 1985 — 4 июля 1986 — заместитель председателя Совета министров Узбекской ССР.
4 июля 1986 — 14 августа 1989 года — 1-й заместитель председателя Совета министров Узбекской ССР.
В 1989—1990 годах — 1-й заместитель председателя плановой и бюджетно-финансовой комиссии Совета Союза Верховного совета СССР.
В 1990—1991 годах — заместитель председателя Госплана СССР.
В 1991 году — председатель Комитета содействия малым предприятиям и предпринимательству в СССР.
С 1992 года — первый заместитель сопредседателя Фонда поддержки предпринимательства Российской Федерации.
В 1993—1996 годах президент компании «Госинкор — малый бизнес» в Москве.
В 1996—1997 годах — начальник департамента Министерства по делам национальностей Российской Федерации.
С 1997 года — старший советник коммерческого банка «Мосбизнесбанк». С 1998 года — исполнительный директор Масличного союза России.
Потом — на пенсии в городе Москве.
Депутат Верховного Совета Узбекской ССР 11-го созыва, депутат Верховного Совета СССР 11-го созыва (1986—1989), народный депутат СССР (1989—1991). Делегат XXIV съезда КПСС и XIX партконференции.

## Награды
- орден Трудового Красного Знамени
- орден «Знак Почёта»
- медали